# Kabinett Straujuma II
Das Kabinett Straujuma II  war eine lettische Regierung unter Ministerpräsidentin Laimdota Straujuma.
Nach der Parlamentswahl am 4. Oktober und den anschließenden Koalitionsverhandlungen wurde das Kabinett am 5. November 2014 vereidigt und löste die im Januar 2014 eingesetzte Übergangsregierung Straujuma I ab. Die Regierungsparteien waren dieselben wie im Vorgängerkabinett, allerdings ohne die Zatlera Reformu partija, die zur Wahl gemeinsam auf einer Liste mit der Partei Vienotība angetreten war.
Am 7. Dezember 2015 trat Premierministerin Straujuma und damit, nach lettischem Recht, die gesamte Regierung zurück. Straujuma empfahl Innenminister Rihards Kozlovskis als ihren Nachfolger. Schließlich wurde aber Māris Kučinskis mit der Bildung der neuen Regierung beauftragt. Bis zu deren Vereidigung am 11. Februar 2016 blieben die bisherigen Minister noch geschäftsführend im Amt.

## Regierungskabinett
| Ressort                              | Bild                 | Name                                   | Partei | Partei |
| ------------------------------------ | -------------------- | -------------------------------------- | ------ | ------ |
| Ministerpräsidentin                  | Laimdota Straujuma   | Laimdota Straujuma                     |        | V      |
| Verteidigung                         | Raimonds Vējonis     | Raimonds Vējonis                       |        | ZZS    |
| Verteidigung                         | Raimonds Bergmanis   | Raimonds Bergmanis (seit 8. Juli 2015) |        | ZZS    |
| Auswärtiges                          | Edgars Rinkēvičs     | Edgars Rinkēvičs                       |        | V      |
| Wirtschaft                           | Dana Reizniece-Ozola | Dana Reizniece-Ozola                   |        | ZZS    |
| Finanzen                             | Jānis Reirs          | Jānis Reirs                            |        | V      |
| Inneres                              | Rihards Kozlovskis   | Rihards Kozlovskis                     |        | V      |
| Bildung und Wissenschaft             | Mārīte Seile         | Mārīte Seile                           |        |        |
| Kultur                               | Dace Melbārde        | Dace Melbārde                          |        | NA     |
| Soziales                             | Uldis Augulis        | Uldis Augulis                          |        | ZZS    |
| Verkehr                              | Anrijs Matīss        | Anrijs Matīss                          |        | V      |
| Justiz                               | Dzintars Rasnačs     | Dzintars Rasnačs                       |        | NA     |
| Gesundheit                           | Guntis Belēvičs      | Guntis Belēvičs                        |        | ZZS    |
| Umweltschutz und Regionalentwicklung | Kaspars Gerhards     | Kaspars Gerhards                       |        | NA     |
| Landwirtschaft                       | Jānis Dūklavs        | Jānis Dūklavs                          |        | ZZS    |

## Koalitionsparteien
|  | Partei                              | Symbol | Wahlergebnis (in %) | Abgeordnete | Ausrichtung                             |
|  | ----------------------------------- | ------ | ------------------- | ----------- | --------------------------------------- |
|  | Einigkeit (V)                       |        | 21,9                | 23 von 100  | liberal-konservativ                     |
|  | Bündnis der Grünen und Bauern (ZZS) |        | 19,5                | 21 von 100  | Grüne                                   |
|  | Nationale Allianz (NA)              |        | 16,6                | 17 von 100  | nationalkonservativ, rechtspopulistisch |